# David Ferrand
Pour les articles homonymes, voir Ferrand.
David Ferrand, né à Rouen en 1589 et mort en 1660, est un poète satirique normand.

## Biographie
David Ferrand exerçait la profession d’imprimeur et de libraire dans sa ville natale. Son œuvre majeure est La Muse normande ou Recueil de plusieurs ouvrages facétieux en langue purinique ou gros normand (1625-1653), qui renferme des pièces joyeuses et aussi de curieux détails sur les mœurs.
On lui doit encore Les Évritins de la muse normande (1657) ou La réjouissance de la Normandie sur l’heureux triomphe de la Paix, dédié aux douze capitaines de la ville de Rouen (1616).
En revanche, le recueil Les Veritez plaisantes, ou Le monde au naturel, Rouen, Maurry, 1702 ne peut lui être attribué. En effet, le texte fait référence à des réalités bien plus tardives que la mort de Ferrand. Édouard Frère, en son Manuel du bibliographe normand, faisait remarquer :
« VERITEZ (les) plaisantes…
Quoique le privilège accordé à Pierre Ferrand imp. ord. du Roi à Rouen remonte à l’année 1696, ce livre ne fut complètement imp. qu’en avril 1702. Quelq. biographes ont dit que ces poésies étaient l’œuvre de David Ferrand; nous ne pensons pas qu’il en soit ainsi: le style grivois de l’auteur de la Muse norm. ne s’y retrouve pas, et d’ailleurs, ce qui devient un argument sans réplique, on remarque parmi ces poésies une pièce de vers sur la mort de Letellier, peintre, qui mourut vers 1690, tandis que le poète imprimeur est mort vers 1660. (…) Un bibliophile du siècle dern. [XVIIIe s.] attribue la composition des Vérités plaisantes à un avocat au Parlement de Norm. du nom de Dutuit. »
On ajoutera que la liste des jeux de cartes comprend la bassette, un jeu qui n'est pas apparu en France avant 1670.

## Œuvres
- La Muse normande de David Ferrand où sont descrites plusieurs batailles, assauts, prises de villes, guerres estrangeres, victoires de la France, histoires comiques, esmotions populaires, grabuges, & choses remarquables arriuées à Roüen depuis quarante années, d'après les livrets originaux, 1625-1653, et l'Inventaire général de 1655, avec introduction, notes et glossaire, Éd. Alexandre Héron, Rouen, Cagniard, 1891-1894

## Pour approfondir